# Igreja de São Brás (Gondomar)

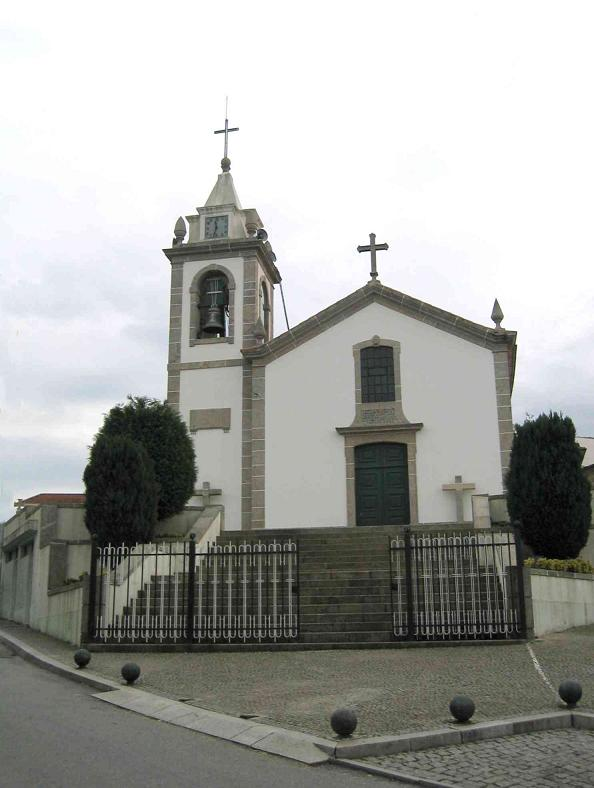
Igreja de São Brás

A Igreja de São Brás  situa-se na freguesia portuguesa de Baguim do Monte, cidade de Rio Tinto, do Município de Gondomar, no largo com o mesmo nome, em pleno centro da freguesia.
Possui uma única torre sineira do lado esquerdo e sobre o portal da entrada contém a seguinte inscrição: "CAPELLA DE S. BRAZ NO LOGAR DO OUTEIRO EXISTE DESDE TEMPOS EMMEMORAVEIS REEDIFICADA PELOS MEZARIOS E BEMFEITORES EM 1885".

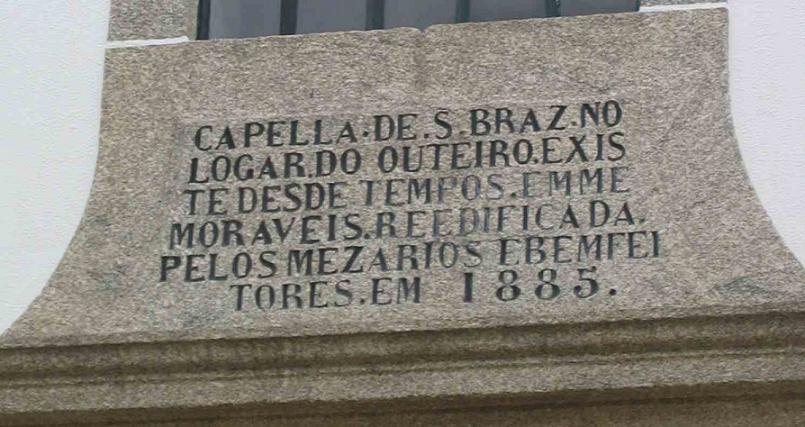
Igreja de São Brás - inscrição